# 上海市共康中学
上海市共康中學是一所位於中華人民共和國上海市靜安區彭浦新村地區的藏族初級中學，占地1.8万平方米（一說30畝），建築面積2萬多平方米。該中學設有西藏班，招收西藏地區的藏族學生，該學校一半以上的學生都是藏族。該校建于1998年，建成之後上海市回民中學的西藏班立即遷入上海市共康中學。

## 外部連結
- 官方网站